# Coppa di Francia 1966-1967
La Coppa di Francia 1966-1967 è stata la 50ª edizione della coppa nazionale di calcio francese.

## Risultati

### Trentaduesimi di finale

#### Spareggi
| Squadra 1           | Risultato | Squadra 2         |
| ------------------- | --------- | ----------------- |
| Valenciennes        | 2 - 1     | Stade Reims       |
| Monaco              | 3 - 1     | Nizza             |
| Olympique Marsiglia | 4 - 0     | Albigeoise        |
| Montluçon           | 2 - 1     | GC Gond-Pontouvre |
| Stade Saint-Germain | 2 - 1     | Mantes            |

### Sedicesimi di finale

#### Spareggi
| Squadra 1 | Risultato | Squadra 2        |
| --------- | --------- | ---------------- |
| Lens      | 2 - 0     | Abbeville        |
| Monaco    | 6 - 3     | Feignies-Aulnoye |

### Ottavi di finale
| Squadra 1       | Risultato   | Squadra 2  |
| --------------- | ----------- | ---------- |
| Angers          | 1 - 0       | Lilla      |
| Sochaux         | 1 - 1 (dts) | Chaumont   |
| Stade Français  | 0 - 2       | Rennes     |
| Monaco          | 1 - 0       | Pays d'Aix |
| Olympique Lione | 1 - 0       | Rouen      |
| Lens            | 2 - 1 (dts) | Sedan      |
| Bastia          | 3 - 1       | Strasburgo |
| Angoulême       | 1 - 1 (dts) | Nantes     |

#### Spareggi
| Squadra 1 | Risultato | Squadra 2 |
| --------- | --------- | --------- |
| Sochaux   | 2 - 1     | Chaumont  |
| Angoulême | 1 - 0     | Nantes    |

### Quarti di finale
| Squadra 1       | Risultato   | Squadra 2 |
| --------------- | ----------- | --------- |
| Angoulême       | 2 - 0       | Lens      |
| Olympique Lione | 1 - 0       | Angers    |
| Rennes          | 2 - 1       | Monaco    |
| Sochaux         | 1 - 1 (dts) | Bastia    |

#### Spareggi
| Squadra 1 | Risultato   | Squadra 2 |
| --------- | ----------- | --------- |
| Sochaux   | 0 - 0 (dts) | Bastia    |

#### Replay
| Squadra 1 | Risultato | Squadra 2 |
| --------- | --------- | --------- |
| Sochaux   | 1 - 0     | Bastia    |

### Semifinali
| Squadra 1       | Risultato   | Squadra 2 |
| --------------- | ----------- | --------- |
| Olympique Lione | 3 - 3 (dts) | Angoulême |
| Sochaux         | 0 - 0 (dts) | Rennes    |

#### Spareggi
| Squadra 1       | Risultato   | Squadra 2 |
| --------------- | ----------- | --------- |
| Sochaux         | 4 - 3       | Rennes    |
| Olympique Lione | 1 - 1 (dts) | Angoulême |

#### Replay
| Squadra 1       | Risultato   | Squadra 2 |
| --------------- | ----------- | --------- |
| Olympique Lione | 1 - 1 (dts) | Angoulême |

### Finale
| Arbitro: | Robert Lacoste |

| |            | |
| Rambert 22’ Perrin 81’ Di Nallo 89’ | Marcatori  | 33’ Leclerc |
| Michel Zewulko Erwin Kuffer Marcel Leborgne Jacques Glyczinski Lucien Degeorges Hector Maison René Rocco Robert Nouzaret André Perrin Fleury Di Nallo Ángel Rambert | Formazioni | Elefterios Manolios Alain Marconnet Jean-Marie Zimmermann Claude Quittet Jacques Andrieux Eugène Laffon Robert Dewilder Louis Leclerc Maryan Wisnieski Guy Lassalette Ady Schmit |
| Louis Hon | Allenatori | Georges Vuillaume |